# Parlamentswahl in El Salvador 2018
Die Parlamentswahl in El Salvador 2018 fand am 4. März 2018 statt.
- FMLN: 23
- CD: 1
- Unabh.: 1
- PDC: 3
- GANA: 10
- ARENA: 37
- PCN: 9

## Ablauf
Bei der Wahl zur Legislativversammlung von El Salvador wurden 84 Abgeordnete für eine Amtszeit von drei Jahren gewählt. Die Abgeordneten wurden im Rahmen des Verhältniswahlrechts gewählt.

## Ergebnisse
| Partei                                             | Stimmen | %     | Sitze | ±   |
| -------------------------------------------------- | ------- | ----- | ----- | --- |
| Alianza Republicana Nacionalista                   | 823.198 | 42,34 | 37    | +5  |
| Frente Farabundo Martí para la Liberación Nacional | 475.265 | 24,44 | 23    | −8  |
| Gran Alianza por la Unidad Nacional                | 222.548 | 11,45 | 11    | 0   |
| Partido de Concertación Nacional                   | 209.576 | 10,78 | 8     | +4  |
| Partido Demócrata Cristiano                        | 61.604  | 3,17  | 3     | +2  |
| ARENA–PCN                                          | 24.325  | 1,25  | 0     | –   |
| FMLN–CD                                            | 22.899  | 1,18  | 0     | –   |
| PDC–PCN                                            | 20.808  | 1,07  | 0     | –   |
| Fraternidad Patriota Salvadoreña                   | 18.062  | 0,93  | 0     | neu |
| Cambio Democrático                                 | 17.503  | 0,90  | 1     | +1  |
| Partido Social Demócrata                           | 13.717  | 0,71  | 0     | 0   |
| FMLN–PSD                                           | 11.123  | 0,57  | 0     | –   |
| FMLN–PSD–CD                                        | 10.716  | 0,55  | 0     | –   |
| Unabhängige                                        | 12.998  | 0,67  | 1     | +1  |
| Ungültig                                           | 178.538 | –     | –     | –   |
| Insgesamt                                          |         |       | 84    | 0   |
| Registrierte Wahlstimmen/Turnout                   |         |       | –     | –   |
| Quellen:                                           |         |       |       |     |